# ヒロヘリアオイラガ
ヒロヘリアオイラガ（広縁青毒棘蛾、学名: Parasa lepida）は、チョウ目イラガ科の昆虫。幼虫は「三吉（さんきち）」と呼称されることがある。

## 特徴

### 成虫
ずんぐりとした、丸っこいガ。脚には茶色の毛が生えており、前から見ると相撲取りのようである。前翅外縁が茶褐色、内側が黄緑色になり、背にも黄緑色の毛が生える。

### 卵
卵はかためて産み付けられる。

### 幼虫
孵化した幼虫は2齢ごろまで集団で生活する。若い幼虫は黄色く、棘が黒い。成長すると緑色になり、棘も緑色で、一部がオレンジ色になる。
幼虫にある棘（毒針毛）には毒があり、触れると強い痛みを伴い膨疹を生じ、アレルギー反応による皮膚炎を起こす。刺されると皮膚炎になるおそれがあるので、飼育や駆除の際には注意が必要。刺されたら、毒棘をガムテープなどで抜いて抗ヒスタミン剤で消毒、ひどい場合は皮膚科などでの診療が必要となる。ひどくなければ放置していても一日程度で治ることもある。毒棘は刺さると先端が折れ、腺細胞の収縮+刺傷時の圧力によって体内へ注入される構造になっており、脱皮直後および幼虫が死んだ時は毒棘が硬化していないため刺さらない。幼虫の生死によらず毒が効能を持ち続けるドクガ類とはこの点が違う。
初夏から秋にかけて、サクラやカキノキ等の木の葉を食べる。市街地でもよく見られる。

### 蛹
繭は樹幹に作られ、都心部の樹木にも付いていることが多い。

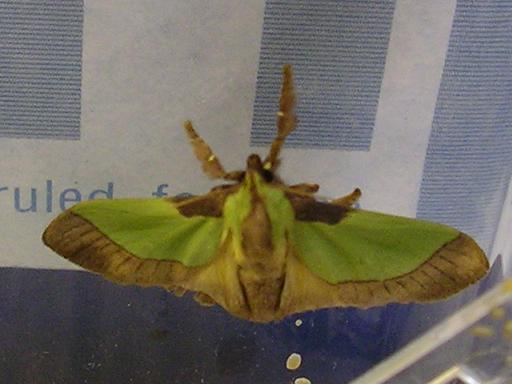
成虫
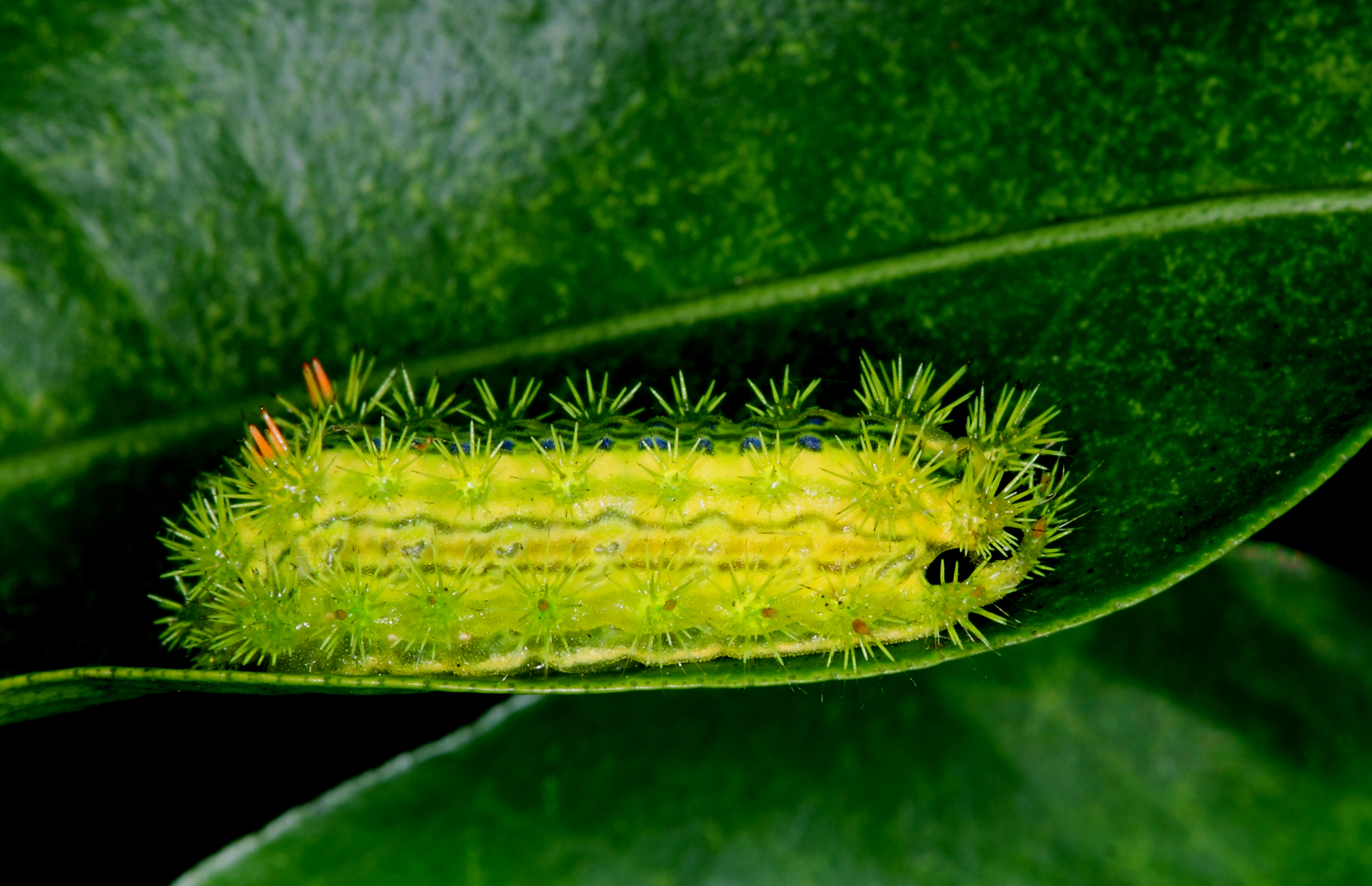
幼虫

## 分布
インドや中国。日本では本州（関東、静岡県）から九州、沖縄島に分布する外来種である。